# Delvaux (entreprise)
Delvaux est une entreprise de maroquinerie de luxe belge fondée en 1829 par Charles Delvaux à Bruxelles.

## Histoire

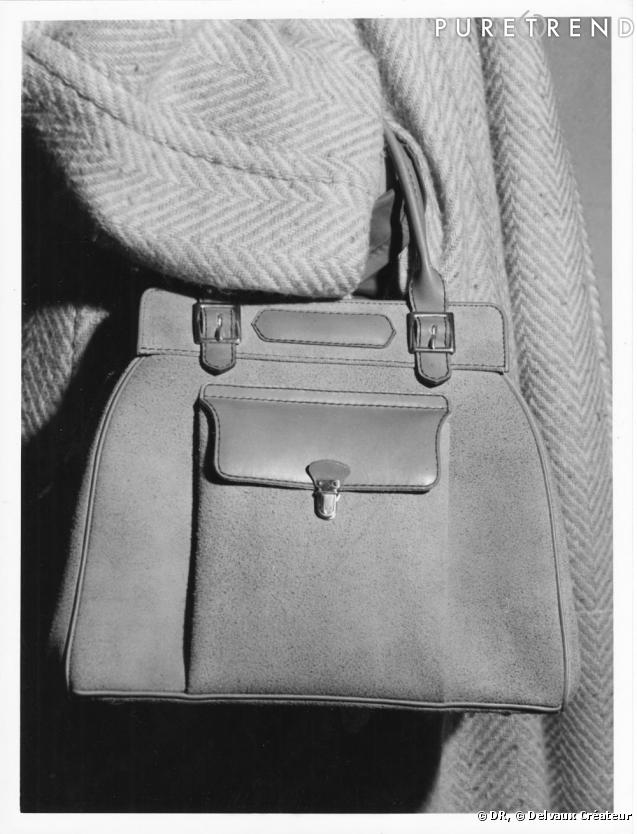
Modèle de 1950.

### Origines
En 1829 Charles Delvaux ouvre sa boutique en perçant une vitrine dans un mur de son atelier au cœur de Bruxelles. À la fin du XIXe siècle, Delvaux obtient le titre de « Fournisseur Breveté de la Cour de Belgique ».La famille Delvaux s’attèle dès lors à protéger les droits sur ses créations originales. En 1933, la maison Delvaux est reprise par le belge Franz Schwennicke, âgé de 35 ans. Franz Schwennicke ne possède encore aucune expérience dans le domaine des articles de luxe. La maison Delvaux ne se résume alors qu’à une vitrine et un nom ancien.
Au cours des années 1950, la société créa des dizaines de modèles de sacs originaux dans le cadre de collections saisonnières. 
Franz Schwennicke s'associa par la suite avec d'autres maisons de produits de luxe à Bruxelles afin de fonder la « Trentaine », composé de trente sociétés. Ensemble ils créèrent des campagnes publicitaires communes pour le marché des cadeaux saisonniers.
En 1970 à la suite de complications d'une opération de la hanche, Franz Schwennicke s'éteint. Dès lors c'est sa jeune épouse, Solange Schwennicke qui reprend en main l'entreprise. Elle se bat alors afin de se faire respecter en tant que femme à la tête d'une société de production traditionnelle, elle se démena également pour faire reconnaître Delvaux en tant que marque de luxe face aux grandes marques de Paris et de Londres. C'est au cours de cette période que Delvaux se vit de plus en plus identifié à son logo « D ». À cette époque l'avenir de la société semble assuré. La consommation ostentatoire des années 1980 fut avantageuse pour le marché de la maroquinerie et Delvaux connut sa plus forte expansion, laquelle culmina avec l'ouverture d'un magasin à Paris en 1990.

En 1994 c'est son fils, François Schwennicke qui arrive à la tête de l'entreprise.
La maison Delvaux devient en 2011 en partie chinoise. Une société de Hong Kong, Fung Brands Limited, y prend une participation majoritaire (80 %). 
En mars 2018, Delvaux annonce l'ouverture d'un second atelier en France, et prévoit d'ouvrir sa première boutique aux Etats-Unis en octobre 2018. 
En juillet 2021, Richemont annonce l'acquisition de Delvaux,.

### Des malles aux valises jusqu’à la création des sacs à main

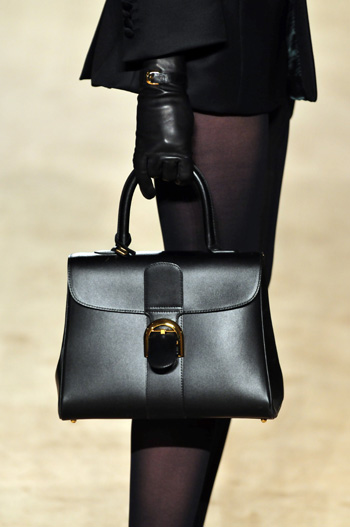
Modèle de 2010.

L’évolution des moyens de transport en Europe occidentale amène Delvaux à réfléchir aux exigences des voyages en calèche, en bateau et en train. 
- La calèche : les voyageurs en calèche du milieu du XIXe siècle ont besoin  de malles assez grandes pour pouvoir contenir les tenues extravagantes  de l’époque ; les modèles Delvaux se distinguaient par des séries de petits tiroirs insérés dans les couvercles et qui permettaient le rangement sécurisé d’objets intimes ou précieux. Elles devaient être solides pour résister aux voyages sur le toit et aux conditions climatiques belges.
- Le bateau : pour ceux qui voyagent sur les paquebots en partance d’Anvers, les bagages devaient être suffisamment grands pour pouvoir mettre toutes les toilettes raffinées nécessaires aux voyageurs de première classe, mais aussi suffisamment solides pour résister aux chocs et à l’humidité.
- Le train : les déplacements en train amènent l’idée de valises facilement empilables et entrainent un essor des voyages d’affaire modernes. Ceux-ci créent une demande d’objets pratiques tels que des attaché-cases, des porte-documents, des sacs conçus pour les courts séjours, des valises permettant de transporter du matériel et pour les dames une pièce de bagage plus petite à savoir le sac à main.

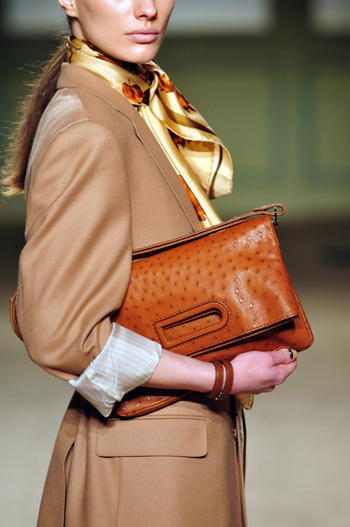
Modèle de 2010.